# Abubakar Shekau
Abubakar Shekau (àrab: أبو مُحمَّد أبو بكر بن مُحمَّد الشكوي)  (Shekau, 24 de març de 1973 - Sambisa Forest, 20 de maig de 2021) va ser el líder de l'organització terrorista Boko Haram des de 2009, quan va morir Mohammed Yusuf. Va ser conegut internacionalment quan, el maig de 2014, se'l va veure en un vídeo reivindicant, mentre se'n reia, el segrest de més de 200 adolescents a la ciutat de Chibok (Nigèria).
El 2009 va ser donat per mort, però a l'any següent va reaparèixer. Després, el 2012 va tornar a ser donat per mort després d'un assalt de les forces de seguretat nigerianes, la seva residència familiar mentre es trobava dins, però només va resultar ferit en una cama.
Els insurgents van perdre gairebé tot el territori 2015 a mans de la Multinational Joint Task Force i malgrat les ordres del comandament central d'Estat Islàmic de deixar d'utilitzar dones i nens suïcides i abstenir-se d'assassinar civils en massa, Shekau es va negar a canviar de tàctica i fou destituït com a líder de l'ISWAP l'agost de 2016. Shekau va respondre trencant amb el comandament central d'Estat Islàmic, però molts dels rebels es van mantenir fidels a Estat Islàmic. El maig de 2021, l'ISWAP va envair el bosc de Sambisa a l'estat de Borno, la base principal de Boko Haram. Després de forts combats va arraconar el seu líder Abubakar Shekau. Les dues parts van iniciar negociacions sobre la rendició de Boko Haram durant les quals Shekau es va suïcidar, possiblement detonant-se amb una armilla suïcida.